# Crüe Ball
Crüe Ball est un jeu vidéo de flipper sorti en 1992 sur Mega Drive. Le jeu a été développé par NuFX et édité par Electronic Arts.